# Accept (Album)
Accept ist das Debüt-Album der deutschen Heavy-Metal-Band Accept. Es wurde im Jahre 1978 aufgenommen und im Januar 1979 auf dem deutschen Label Brain Records veröffentlicht.

## Entstehung
Das Schlagzeug auf dem Album wurde von Frank Friedrich eingespielt. Er entschied sich aber, keine professionelle Musik-Karriere zu verfolgen und gab so kurz vor der Veröffentlichung des Albums seinen Platz weiter an Stefan Kaufmann. Bassist Peter Baltes sang auf Seawinds und Sounds of War. Es wurden anfänglich rund 3.000 Exemplare vom Debütalbum verkauft. Danach gingen Accept auf Tour und spielten erstmals in Belgien, den Niederlanden und Frankreich.

## Rezeption
Auf der Seite Allmusic.com vergab Andy Hinds eineinhalb von fünf Sternen. Er schrieb, das Album sei nur etwas für „Die-Hards und Komplettisten“. Verglichen mit den späteren Alben klinge die Band eher lahm.

## Titelliste
Alle Titel wurden geschrieben und komponiert von Dirkschneider, Baltes, Hoffmann, Fischer und Friedrich.
1. Lady Lou – 3:03
2. Tired of Me – 3:14
3. Seawinds – 4:41
4. Take Him in My Heart – 3:30
5. Sounds of War – 4:36
6. Free Me Now – 3:02
7. Glad to Be Alone – 5:14
8. That's Rock 'N' Roll – 2:52
9. Helldriver – 2:43
10. Street Fighter – 3:30

## Besetzung
- Udo Dirkschneider: Gesang
- Wolf Hoffmann: Gitarre
- Jörg Fischer: Gitarre
- Peter Baltes: Bassgitarre, Gesang auf „Seawinds“ und „Sounds of War“
- Frank Friedrich: Schlagzeug